# Laillé
Laillé est une commune française située dans le département d'Ille-et-Vilaine en région Bretagne.

## Géographie

### Localisation
Laillé est située à environ 15 kilomètres au sud du centre de Rennes. Depuis le 1er juillet 2012, Laillé fait partie de Rennes Métropole.
La route nationale 137-Route européenne 3, dite route des Estuaires, traverse la commune et passe à l'est du bourg de Laillé. La Vilaine coule à l'ouest de la commune et en constitue la limite communale. La commune s'étend sur 3 204 ha.

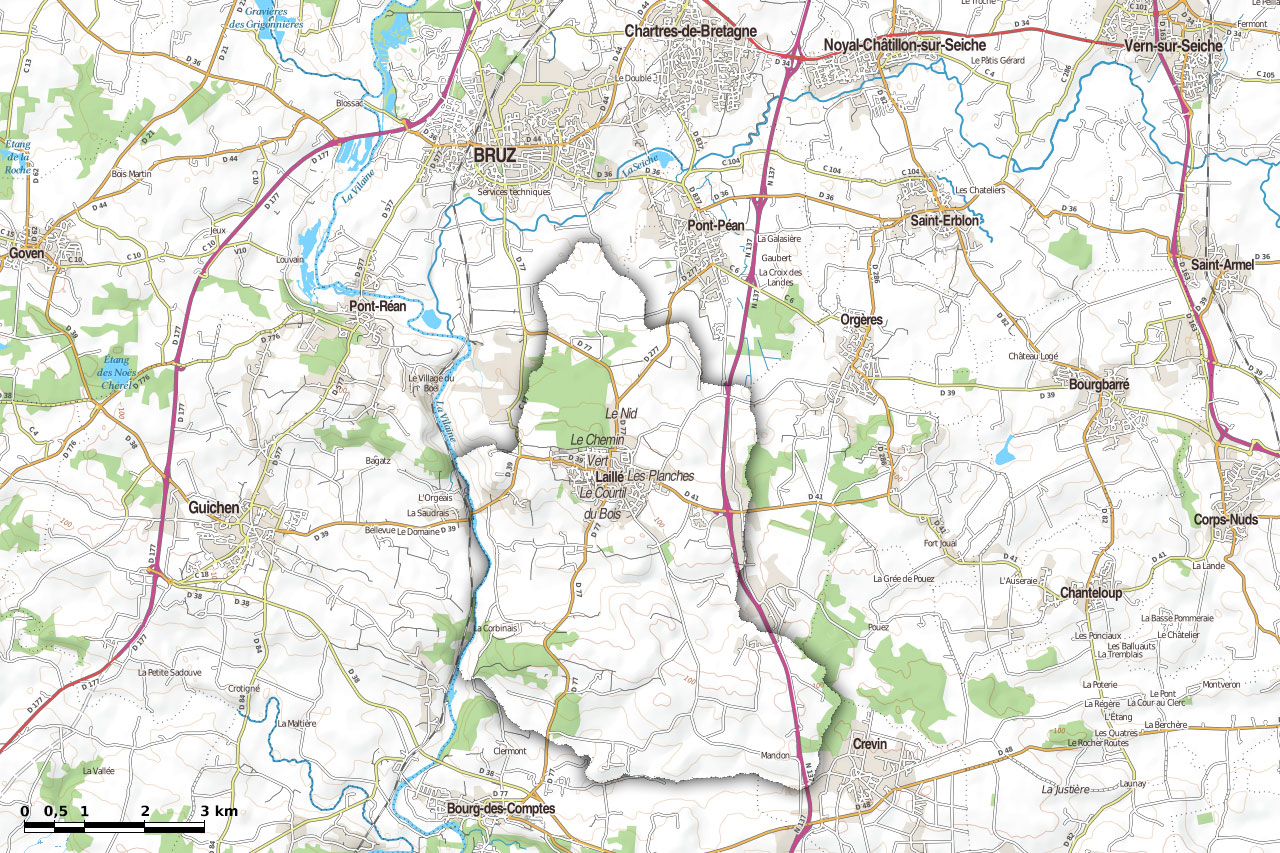
Carte de la commune de Laillé.

Les communes limitrophes sont Pont-Péan, Bourg-des-Comptes, Bruz, Chanteloup, Crevin, Guichen et Orgères.
| Bruz    |                   | Pont-Péan           |
| Guichen | Laillé            | Orgères, Chanteloup |
|         | Bourg-des-Comptes | Crevin              |

### Géologie et relief
La géologie de Laillé est typique du massif armoricain et n’appartient donc pas au bassin sédimentaire rennais qui s’arrête à la cluse du Boël. Le sol est constitué de grès et de schiste.
Selon l'Institut national de l'information géographique et forestière, la superficie de la commune est de 3 204 hectares ; son altitude varie entre 5 et 110 mètres.
Selon la base Corine Land Cover du ministère de l’Écologie (qui utilise une superficie légèrement différente de 3 212 ha), en 2006 Laillé compte 233 hectares de territoires artificialisés, 2 398 hectares de territoires agricoles, 581 hectares de forêts et milieux semi-naturels et il n’y a ni zones humides, ni surfaces en eau. Ces trois derniers chiffres n’ont pas changés depuis 1990 tandis que les territoires artificialisés ont augmenté de 48 hectares au détriment des territoires agricoles.
Le point le plus bas de la commune se trouve à une altitude d’environ cinq mètres et est localisé au sud-ouest, là où la Vilaine sort du territoire, à l’ouest du lieu-dit la Poissonnière.
Le point le plus élevé est situé à l'altitude de 110 mètres, au nord-ouest (entre la Ferdeusais et le Nid) et sud-est (la Reculais, la Gaudinais, au château d'eau) du bourg. Une autre crête dépassant les 100 mètres se trouve au sud de la commune (la ville Thébault, bois du Haut-Gourdel, interfluve des ruisseaux du Désert et de la Pochetière).

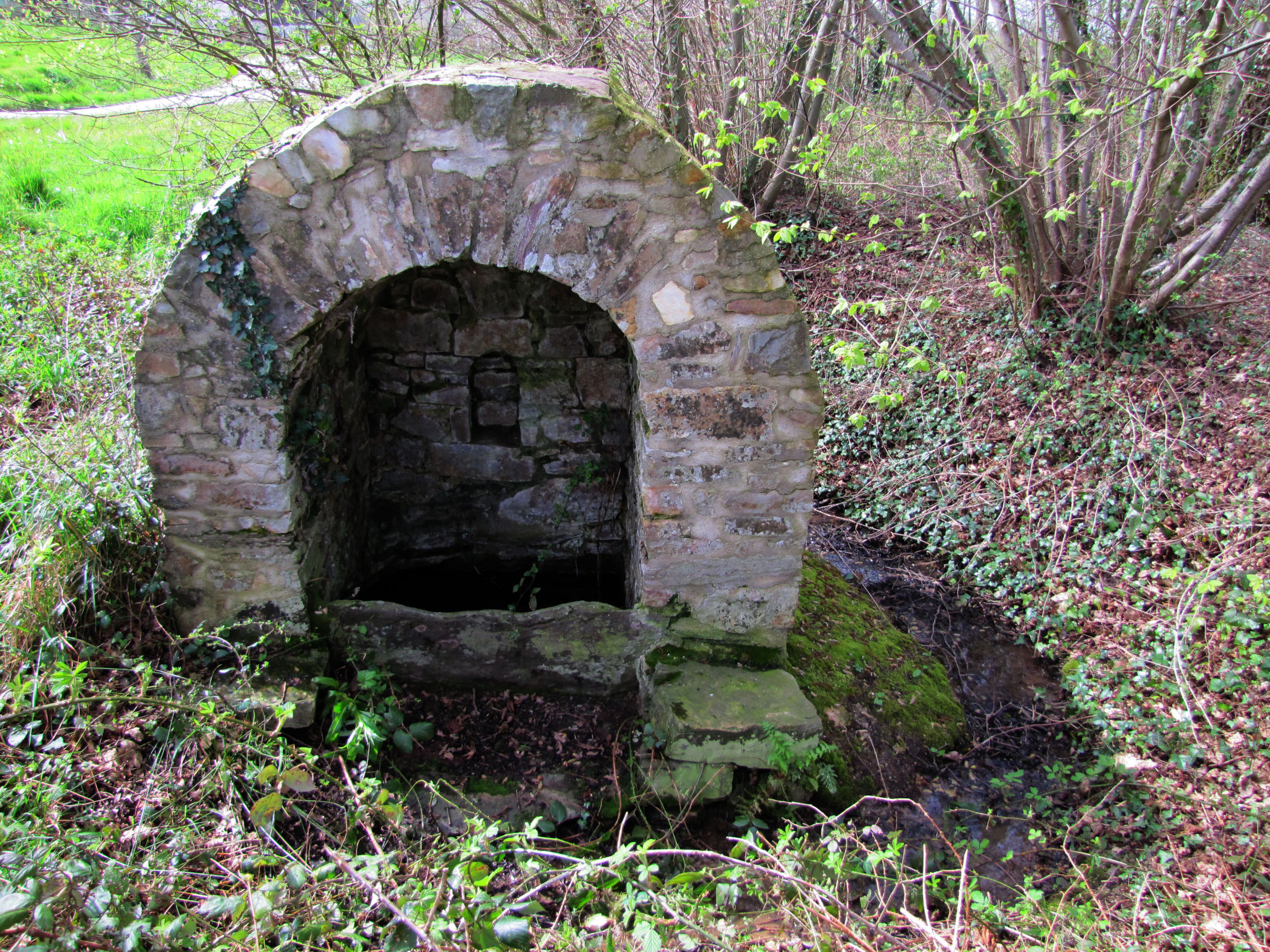
Fontaine de la Gautrais.
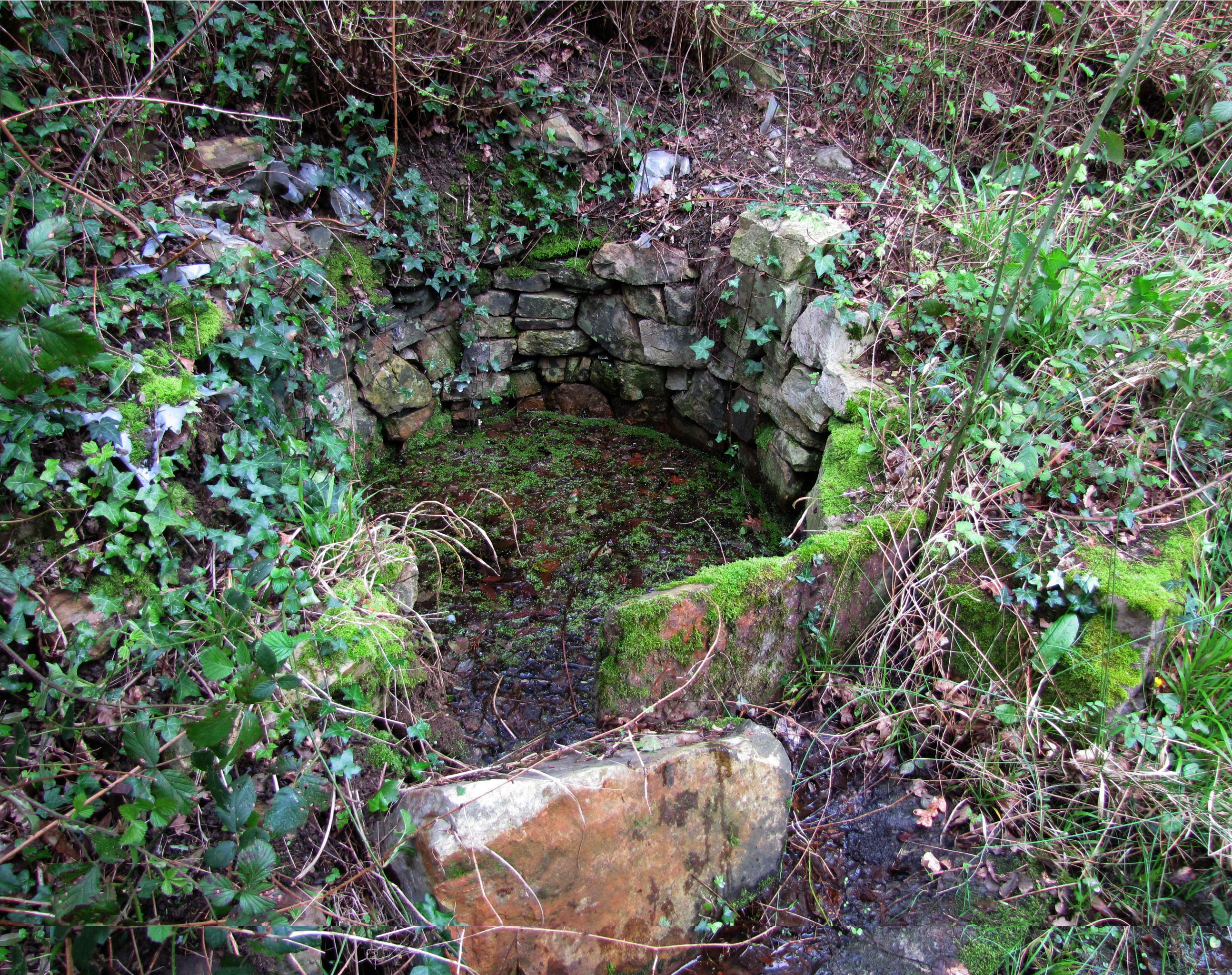
Vestiges d'un puits à Traviguel.
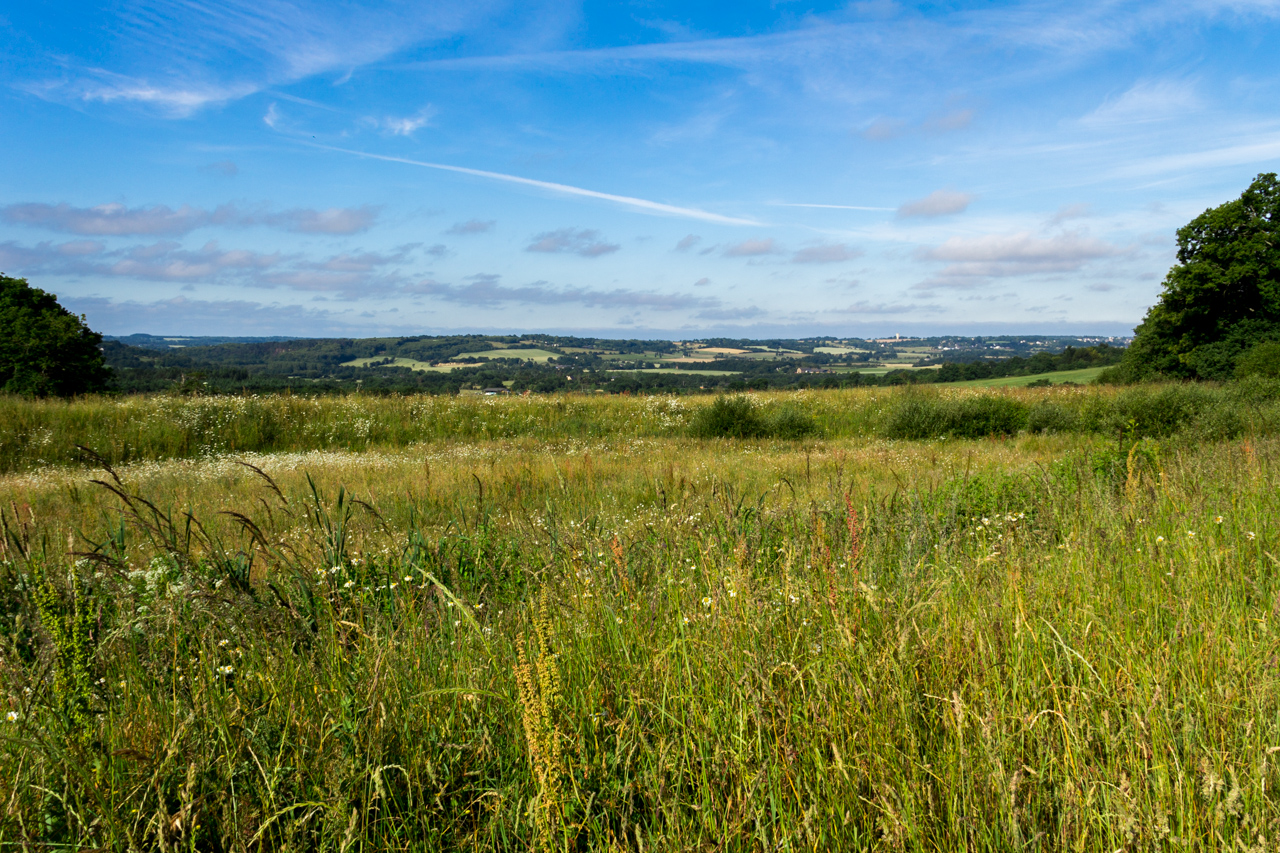
Campagne lailléenne.

### Hydrographie
La Vilaine coule du nord vers le sud et constitue la frontière ouest de la commune de Laillé. Les affluents sont tous des affluents de rive gauche. Du nord au sud et donc d’amont en aval ce sont :
- un ruisseau sans nom sur les cartes IGN et qui constitue une partie de la frontière entre Laillé et Bruz ;
- le ruisseau du Désert qui passe à la chapelle du Désert[3] ;
  - son affluent, le ruisseau du Rachat (qui prend sa source au sud du bourg)[4] ;
- et le ruisseau de l’Hodeillé prenant sa source à Crevin, il forme une partie de la frontière sud de la commune[5] ;
  - ses affluents : le ruisseau de Loiselière[6] qui forme une partie de la frontière avec Crevin, le ruisseau de la Lande[7], un ruisseau sans nom indiqué passant au nord de la Bossardière[8] et le ruisseau de la Pochetière (qui prend sa source à la Gautrais)[9].

Plusieurs affluents et sous-affluents de la Seiche traversent Laillé :
- le ruisseau de la Douettée prend sa source à Laillé (au nord-est de la Roche-qui-Chôme, au sud de Martigné) avant de couler vers le nord pour se jeter directement dans la Seiche[10] ;
- le ruisseau des Hamonais constitue une partie de la frontière entre Laillé et Orgères avant de se jeter dans le ruisseau de Tellé, affluent de la Seiche[11]. Il est longé à l'ouest par la route Nantes-Rennes ;
  - le ruisseau des Bignons prend sa source à l'est du bourg (à l'est de la Touche) et coule vers le nord[12], rejoignant la route Nantes-Rennes avant d’alimenter le ruisseau des Hamonais.

La commune se situe intégralement dans le bassin versant de la Vilaine. La gestion de l’eau est assurée par l’agence de l’eau Loire-Bretagne.

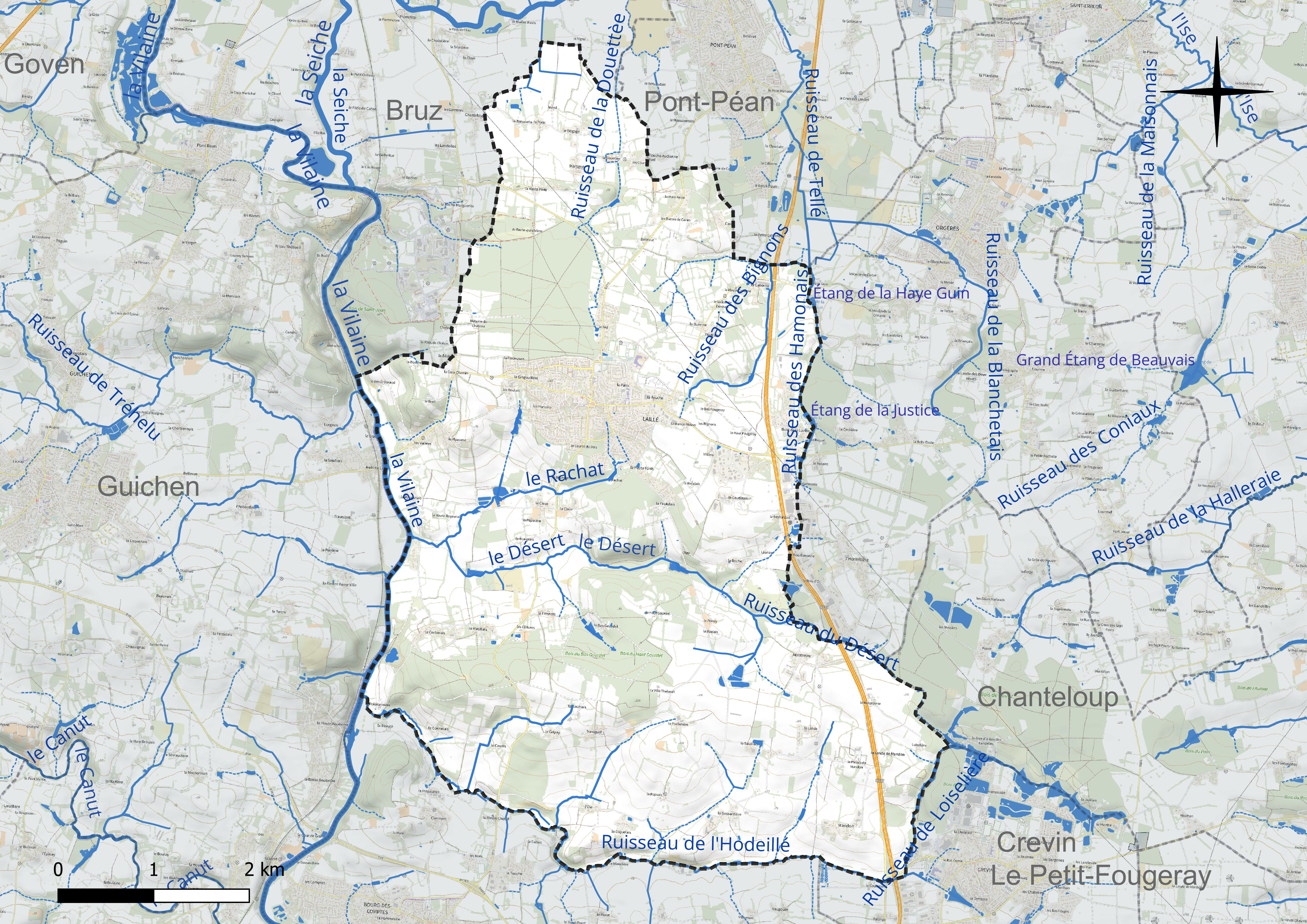
Réseau hydrographique de Laillé.

### Voies de communication et transports

#### Voies routières
La route nationale 137, route européenne 3, passe à l’est de la commune et relie Rennes à Nantes. Le bourg se trouve au croisement des routes départementales D39 (est-ouest) et D77 (nord-sud).

#### Transport routier
À la suite de l’intégration de Laillé dans Rennes Métropole, la commune bénéficie depuis le 9 juillet 2012 de deux lignes du réseau STAR : les lignes 72 et 79. Depuis le 4 septembre 2017, une troisième ligne dessert la commune : la ligne 80.
Jusqu'au 5 juillet 2012, Laillé était desservie par la ligne 21 « Rennes − Saint-Senoux » du service de transport régional BreizhGo.

#### Transport ferroviaire

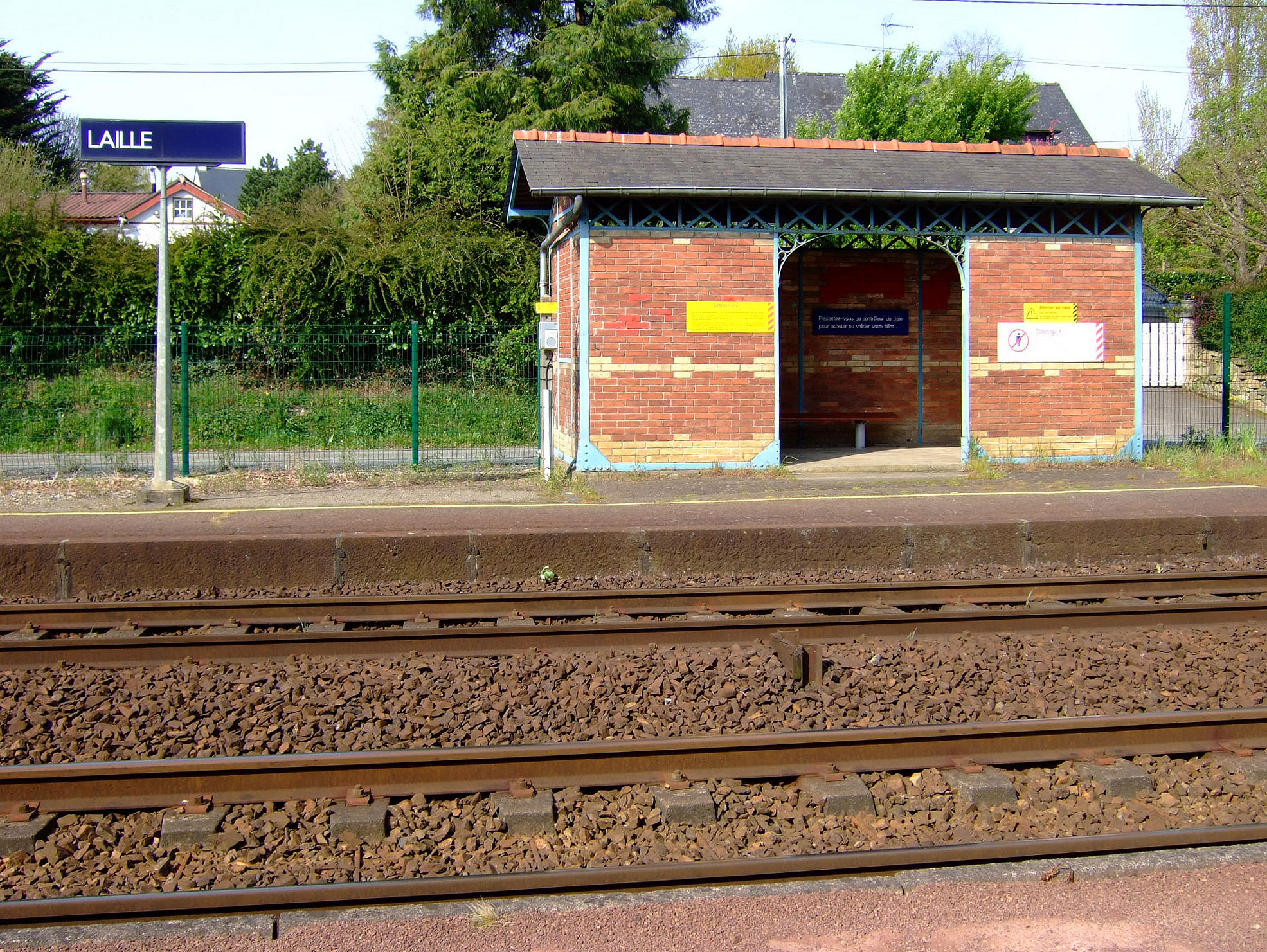
Gare de Laillé.

La Compagnie des chemins de fer de l'Ouest met en service, en 1882, un arrêt de trains sur sa ligne de Rennes à Redon. Bien que se trouvant sur la commune voisine de Guichen cet arrêt prend le nom de gare de Laillé, il est situé sur la rive droite de la Vilaine à la sortie du pont qu'emprunte la route entre Laillé et Guichen. Aujourd'hui, c'est une halte SNCF desservie par les TER Bretagne.

#### Voies pédestres
Le sentier de grande randonnée 39 (Mont-Saint-Michel − Guérande) passe sur la rive gauche de la Vilaine.
Quatre circuits de randonnées sont balisés sur le territoire de la commune :
- Circuit de la Chapelle (en jaune) ;
- Circuit de La Roche qui Chôme (en bleu) ;
- Circuit les Vallées (en vert) ;
- Circuit du bourg (en blanc).

Le départ des circuits est fixé au complexe de L'Archipel.

### Climat
Pour des articles plus généraux, voir Climat de la Bretagne et Climat d'Ille-et-Vilaine.
En 2010, le climat de la commune est de type climat océanique altéré, selon une étude du CNRS s'appuyant sur une série de données couvrant la période 1971-2000. En 2020, Météo-France publie une typologie des climats de la France métropolitaine dans laquelle la commune est exposée à un climat océanique et est dans la région climatique  Bretagne orientale et méridionale, Pays nantais, Vendée, caractérisée par une faible pluviométrie en été et une bonne insolation. Parallèlement l'observatoire de l'environnement en Bretagne publie en 2020 un zonage climatique de la région Bretagne, s'appuyant sur des données de Météo-France de 2009. La commune est, selon ce zonage, dans la zone « Sud Est », avec des étés relativement chauds et ensoleillés.
Pour la période 1971-2000, la température annuelle moyenne est de 11,3 °C, avec une amplitude thermique annuelle de 13,1 °C. Le cumul annuel moyen de précipitations est de 779 mm, avec 12,5 jours de précipitations en janvier et 7 jours en juillet. Pour la période 1991-2020, la température moyenne annuelle observée sur la station météorologique la plus proche, située sur la commune de Saint-Jacques-de-la-Lande à 10 km à vol d'oiseau, est de 12,4 °C et le cumul annuel moyen de précipitations est de 691,0 mm,. Pour l'avenir, les paramètres climatiques de la commune estimés pour 2050 selon différents scénarios d'émission de gaz à effet de serre sont consultables sur un site dédié publié par Météo-France en novembre 2022.

## Urbanisme

### Typologie
Au 1er janvier 2024, Laillé est catégorisée bourg rural, selon la nouvelle grille communale de densité à sept niveaux définie par l'Insee en 2022.
Elle appartient à l'unité urbaine de Laillé, une unité urbaine monocommunale constituant une ville isolée,. Par ailleurs la commune fait partie de l'aire d'attraction de Rennes, dont elle est une commune de la couronne,. Cette aire, qui regroupe 183 communes, est catégorisée dans les aires de 700 000 habitants ou plus (hors Paris),.

### Occupation des sols
L'occupation des sols de la commune, telle qu'elle ressort de la base de données européenne d’occupation biophysique des sols Corine Land Cover (CLC), est marquée par l'importance des territoires agricoles (73,7 % en 2018), en diminution par rapport à 1990 (76,2 %). La répartition détaillée en 2018 est la suivante : 
zones agricoles hétérogènes (39,3 %), terres arables (22,7 %), forêts (18,1 %), prairies (11,7 %), zones urbanisées (7,1 %), zones industrielles ou commerciales et réseaux de communication (1,1 %). L'évolution de l’occupation des sols de la commune et de ses infrastructures peut être observée sur les différentes représentations cartographiques du territoire : la carte de Cassini (XVIIIe siècle), la carte d'état-major (1820-1866) et les cartes ou photos aériennes de l'IGN pour la période actuelle (1950 à aujourd'hui).

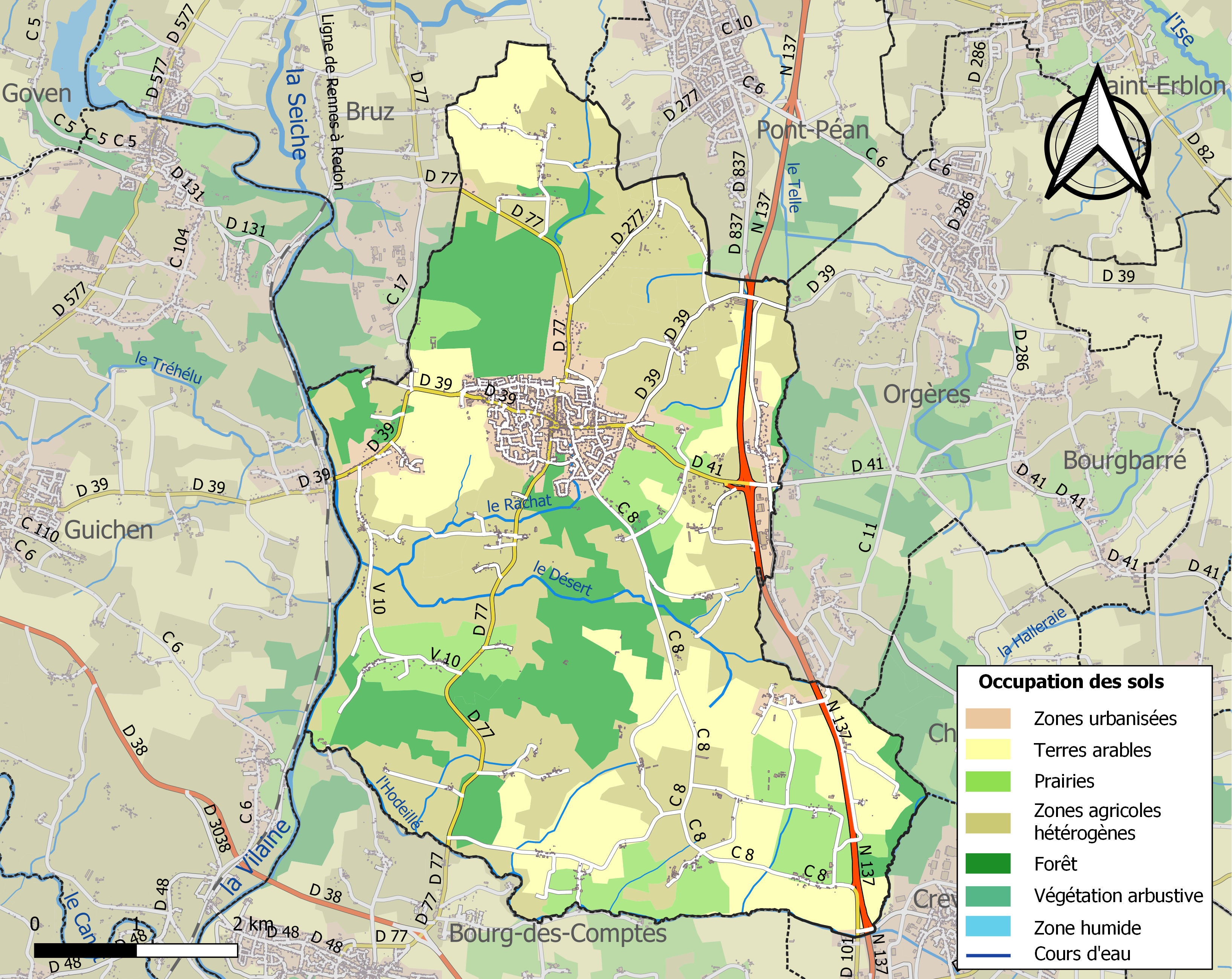
Carte des infrastructures et de l'occupation des sols de la commune en 2018 (CLC).

### Logement
Le tableau ci-dessous présente une comparaison de quelques indicateurs chiffrés du logement pour Laillé et l'ensemble de l'Ille-et-Vilaine en 2017,.
|                                                                  | Laillé | Ille-et-Vilaine |
| ---------------------------------------------------------------- | ------ | --------------- |
| Parc immobilier total (en nombre d'habitations)                  | 2 168  | 546 440         |
| Part des résidences principales (en %)                           | 91,5   | 86,2            |
| Part des résidences secondaires et logements occasionnels (en %) | 1,1    | 6,9             |
| Part des logements vacants (en %)                                | 7,4    | 6,9             |
| Part des ménages propriétaires de leur logement (en %)           | 77,0   | 59,8            |

### Morphologie urbaine
Laillé dispose d'un plan local d'urbanisme intercommunal approuvé par délibération du conseil métropolitain du 19 décembre 2019. Il divise l'espace des 43 communes de Rennes Métropole en zones urbaines, agricoles ou naturelles.

## Toponymie
Au cours des siècles, Lalliacum est devenue Laliacensis en 850, Lalleio en 1240, puis l'Alleio en 1330 à la suite d'une faute de copie, L'Alleium au XIIIe siècle et Lalleyum en 1516.
Laillé vient de Lallius, d’un nom de famille (datant de l'époque gallo-romaine) plus le suffixe -acum, indiquant un domaine, donnant Lalliacum. Le territoire du dénommé Lallius (le fundus Lallius) fut noté dans le cartulaire de Redon, Lalliacum. Selon Guy Souillet, le nom de la commune est issu du breton lae, laeze, « haut », Laillé se serait appelé à l'origine Laezek. L'apport breton se confirme par deux noms de lieu (la Renhoët et Talhouet)[réf. nécessaire].
La forme bretonne proposée par l'Office public de la langue bretonne est Lalieg bien que ce nom ne soit pas attesté historiquement, Laillé étant situé hors de la zone de pratique traditionnelle du breton. En gallo, la commune est appelée Lâillë prononcé [lɑjə].

## Histoire

### Préhistoire
Les traces les plus anciennes de la présence humaine sur le territoire de Laillé remontent à 4000 avant Jésus-Christ. Le menhir de la Roche-qui-Chôme a été érigé par les premiers agriculteurs, cultivant le blé, élevant le bœuf et le mouton et fabriquant des poteries en argile. Ce menhir aurait été abattu en 1868 par un fabricien, dénommé Radoux, qui cherchait un trésor à son pied.

### Antiquité
La voie romaine de Condate (Rennes) à Condivincum (Nantes) est un cardo (axe nord-sud) le long duquel se trouvaient des fundi gallo-romains (ancêtres de nos villages), dont quelques-uns composent aujourd'hui la commune de Laillé.
Une reconstitution des domaines à l'époque gallo-romaine, effectuée grâce aux premières photos aériennes de Laillé prises par l'IGN le 15 mars 1948, donne une esquisse de cadastre avec le domaine de Martigné en partie nord de la commune qui offrait un quadrillage et le tracé nord-sud de deux voies antiques. Nombre de ces parcelles possèdent des dimensions sous-multiples d'une centurie romaine (surface d'environ 710 m de côté). De nos jours ce quadrillage disparaît progressivement au fur et à mesure de la construction des lotissements.

### Moyen-Âge
Au IXe siècle, les textes ne parlent pas encore d'une paroisse de Laillé mais d'une viguerie ou centaine, subdivision du pagus de Rennes dans laquelle le comte convoque au cours de ses tournées les hommes libres pour rendre la justice et où il est représenté par un vicaire. Au XIe siècle Laillé fait partie du Désert, soit tout le territoire de l'évêché au sud de Rennes, la ville épiscopale et les premiers défrichements importants sont l’œuvre des moines et l'essor agricole est matérialisé par les noms de lieux en -ière (douze noms sur la commune) et en -ais (quatorze noms). Au XIVe siècle, au cours de la guerre de Cent Ans, Laillé, trop exposée sur la voie, se vide et disparaît (la dernière mention d'une église est de 1330 et à l'emplacement du bourg s'étend un pâtis. La population s'est repliée dans la vallée du ruisseau du Désert avec un édifice religieux au champ du Haut-Morin.

### Temps modernes
Les écrits de l'historien Amédée Guillotin de Corson, concernant une querelle entre la ville Thébaud et le seigneur de Laillé, Jacques Busnel, témoignent de l'existence d'un hôtel dans le bourg de Laillé en 1580. Laillé aurait donc été démoli puis reconstruit, puisque la plus ancienne maison du bourg date de 1830. La plupart des maisons du bourg ont été construites avec des pierres provenant des carrières de Laillé, de schiste bleu et rouge.
En 1635 la petite chapelle du Pâtis prend rang d'église paroissiale.
En 1636, le seigneur de Laillé, Jacques Busnel, se voit accorder par Louis XIII le droit de tenir deux foires : « l’une le premier lundi après les fériés de Pâques, l’autre le jour de la feste saint Michel » : la foire de la Saint-Jean et la foire Saint-Michel.

### LeXIXesiècle
Un éboulement dans la carrière du Boël, qui appartenait à M. de la Bourdonnaye, maire de Laillé, fit 8 morts en juin 1884.

### LeXXesiècle

#### L'Entre-deux-guerres
Jusqu'en 1930, le champ de foire de Laillé accueille des courses de cyclisme au cours de la foire. Les quatre angles du champ de foire étaient remontés en buttes pour construire des parcours de vélos, notamment des courses en circuit fermé.

#### La Seconde Guerre mondiale
En 1942, un film montrant notamment le pont de Laillé sur la Vilaine servit de photo de propagande pour les nazis ; il fut présenté comme étant une preuve de la prise de Moscou par l'armée allemande.. ce qui n'eût jamais lieu.
En 1943 une centaine de bombes est larguée sur Laillé, environ un mois avant les bombardements de Bruz. Un camp militaire allemand, construit en bois, ainsi qu'une mitrailleuse sont installés près de la ferme du Bout du Chemin. Une DCA est postée en face, en hauteur de manière à surveiller Rennes.
Andrée Récipon, qui avait été infirmière pendant la Première Guerre mondiale, puis avait hérité d'un château à Laillé, organisa un service d’aide aux réfugiés, et fit de sa propriété un îlot de Résistance, y cachant des prisonniers de guerre évadés, des réfractaires du STO et des personnes traquées par la Gestapo.

#### L'après Seconde Guerre mondiale
Dans les années 1950 la foire Saint-Michel, prend de l'importance et accueille de nombreuses personnes. On peut y retrouver des expositions de bestiaux, de matériels agricoles, des marchands de vin, etc., mais aussi des divertissements, notamment un bal.
La foire de la Saint-Jean disparaît dans les années 1960.

## Politique et administration

### Rattachements administratifs et électoraux

#### Circonscriptions de rattachement
Laillé appartient à l'arrondissement de Rennes et au canton de Bruz depuis le redécoupage cantonal de 2014. Avant cette date, elle était rattachée au canton de Guichen.
Pour l'élection des députés, la commune fait partie de la quatrième circonscription d'Ille-et-Vilaine, représentée depuis juin 2022 par Mathilde Hignet (LFI-NUPES). Elle appartenait à la circonscription de Montfort-Redon sous le Second Empire puis à la circonscription de Redon sous la IIIe République.

#### Intercommunalité
La commune a intégré Rennes Métropole le 1er juillet 2012. Auparavant, elle était rattachée à la communauté de communes du canton de Guichen ou Association des communes du Sud-Ouest de Rennes (ACSOR).
Laillé fait aussi partie du Pays de Rennes.

#### Institutions judiciaires
Sur le plan des institutions judiciaires, la commune relève du tribunal judiciaire (qui a remplacé le tribunal d'instance et le tribunal de grande instance le 1er janvier 2020), du tribunal pour enfants, du conseil de prud’hommes, du tribunal de commerce, de la cour d’appel et du tribunal administratif de Rennes et de la cour administrative d'appel de Nantes.

### Administration municipale
Le nombre d'habitants au dernier recensement étant compris entre 5 000 et 9 999, le nombre de membres du conseil municipal est de 29.
Conseil municipal actuel
Les 29 sièges composant le conseil municipal ont été pourvus le 15 mars 2020 lors du premier tour de scrutin. Actuellement, il est réparti comme suit :
Laillé fait partie des communes membres de Rennes Métropole où aucune opposition ne siège au conseil municipal.

### Liste des maires

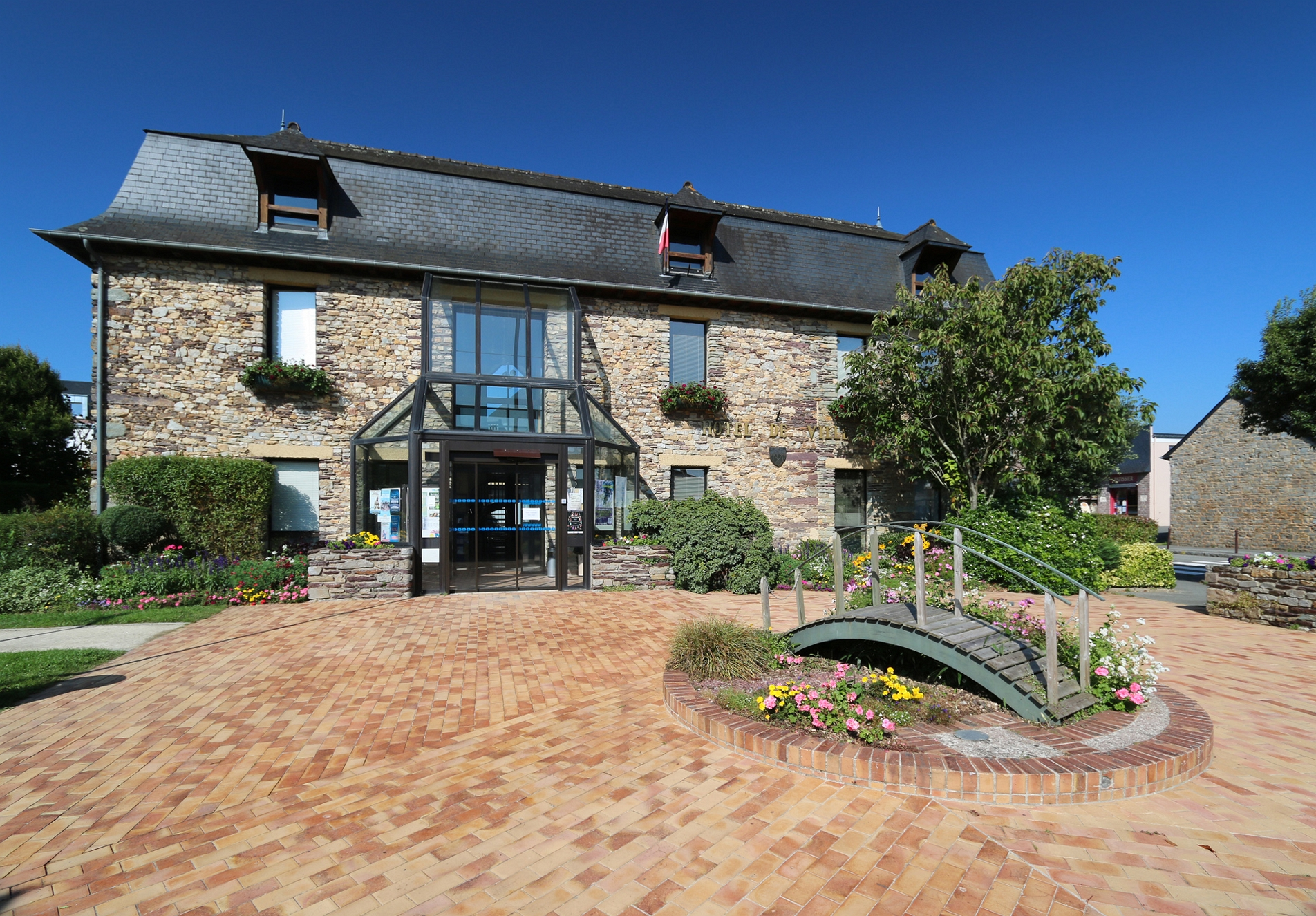
Mairie de Laillé

| Période                                  | Période   | Identité                 | Étiquette   | Qualité |
| ---------------------------------------- | --------- | ------------------------ | ----------- | --- |
| Les données manquantes sont à compléter. |           |                          |             | |
| 1919                                     | 1958      | Constant Moquet,         | RG puis DVG | Cultivateur Conseiller d'arrondissement (1925 → 1940)                                                            |
| 1958                                     | mars 1971 | Valentin Guiheux         |             | Maçon Réélu en 1965                                                                                              |
| mars 1971                                | mars 1983 | Pierre Delourmel         |             | Marchand de machines retraité, maire honoraire Chevalier du Mérite agricole                                      |
| mars 1983                                | mars 1989 | Jean Poilly              | DVD         | Chef de chantier Suppléant du député Alain Madelin (1981 → 1986)                                                 |
| mars 1989                                | mars 2008 | Loïc Chesnel (1947-2025) | DVG         | Enseignant et directeur d'école retraité Vice-président de l'ACSOR (1995 → 2008) Officier des Palmes académiques |
| mars 2008                                | mai 2020  | Pascal Hervé,            | DVG         | Agriculteur 12e vice-président de Rennes Métropole (2014 → 2020)                                                 |
| mai 2020                                 | En cours  | Françoise Louapre        | DVG         | Agricultrice |

### Jumelages
Laillé est membre du comité de jumelage du canton de Guichen et est jumelée avec quatre villes d'autres pays :
- Villafranca de los Barros (Espagne) depuis 1990
- Skerries (Irlande) depuis 1990
- Milevsko (Tchéquie) depuis 1990
- Śrem (Pologne) depuis 1990

## Population et société

### Démographie
L'évolution du nombre d'habitants est connue à travers les recensements de la population effectués dans la commune depuis 1793. Pour les communes de moins de 10 000 habitants, une enquête de recensement portant sur toute la population est réalisée tous les cinq ans, les populations de référence des années intermédiaires étant quant à elles estimées par interpolation ou extrapolation. Pour la commune, le premier recensement exhaustif entrant dans le cadre du nouveau dispositif a été réalisé en 2005.

En 2022, la commune comptait 5 154 habitants, en évolution de +1,28 % par rapport à 2016 (Ille-et-Vilaine : +5,46 %, France hors Mayotte : +2,11 %).
| 1793  | 1800  | 1806  | 1821  | 1831  | 1836  | 1841  | 1846  | 1851  |
| ----- | ----- | ----- | ----- | ----- | ----- | ----- | ----- | ----- |
| 1 426 | 1 575 | 1 439 | 1 651 | 1 768 | 1 750 | 1 706 | 1 812 | 1 855 |

| 1856  | 1861  | 1866  | 1872  | 1876  | 1881  | 1886  | 1891  | 1896  |
| ----- | ----- | ----- | ----- | ----- | ----- | ----- | ----- | ----- |
| 1 815 | 1 905 | 1 995 | 2 041 | 1 925 | 2 025 | 2 043 | 2 115 | 2 019 |

| 1901  | 1906  | 1911  | 1921  | 1926  | 1931  | 1936  | 1946  | 1954  |
| ----- | ----- | ----- | ----- | ----- | ----- | ----- | ----- | ----- |
| 1 935 | 1 652 | 1 650 | 1 488 | 1 444 | 1 417 | 1 346 | 1 363 | 1 330 |

| 1962  | 1968  | 1975  | 1982  | 1990  | 1999  | 2005  | 2006  | 2010  |
| ----- | ----- | ----- | ----- | ----- | ----- | ----- | ----- | ----- |
| 1 267 | 1 336 | 1 497 | 2 411 | 2 973 | 3 558 | 4 292 | 4 366 | 4 348 |

| 2015  | 2020  | 2022  | - | - | - | - | - | - |
| ----- | ----- | ----- | - | - | - | - | - | - |
| 5 117 | 5 162 | 5 154 | - | - | - | - | - | - |

### Enseignement

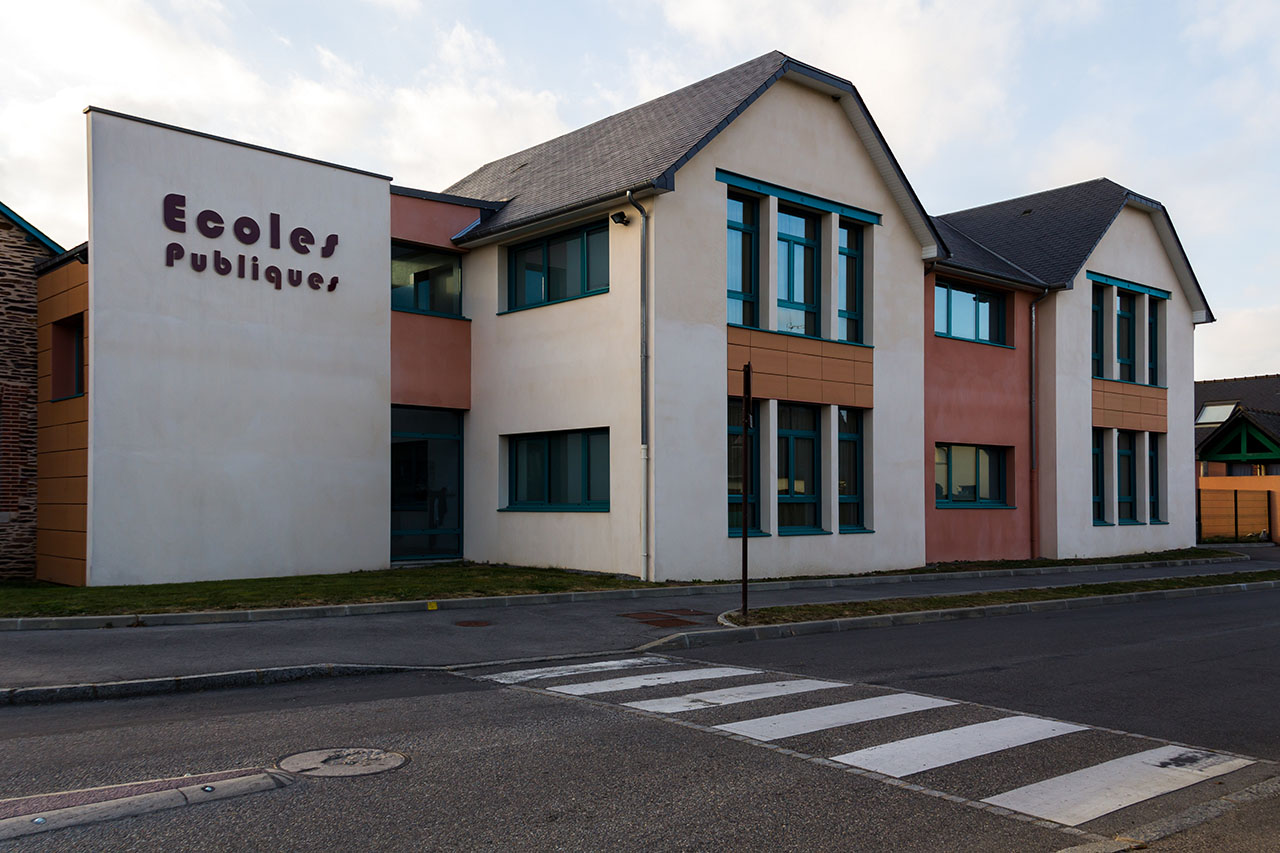
Écoles publiques de Laillé.

La commune de Laillé est située dans l’académie de Rennes.
En 2024, on trouve trois écoles :
- école maternelle publique Henri-Matisse ;
- école élémentaire publique Léonard-de-Vinci ;
- école privée maternelle et primaire Notre-Dame.

Jusqu'en septembre 2020, le collège public d'affectation des élèves de Laillé était situé sur la commune d'Orgères. Il s'agissait du collège Andrée Récipon.
Depuis, le collège Marie Curie a ouvert ses portes, et accueille 467 élèves de Laillé et Bourg-des-Comptes.
Le lycée public d'affectation des élèves de Laillé est situé à Bruz. Il s'agit du lycée Anita Conti.

### Économie
- Sveltic (filiale du groupe Les Mousquetaires, plats cuisinés,  172 emplois en 2024.

### Services

#### Crèche

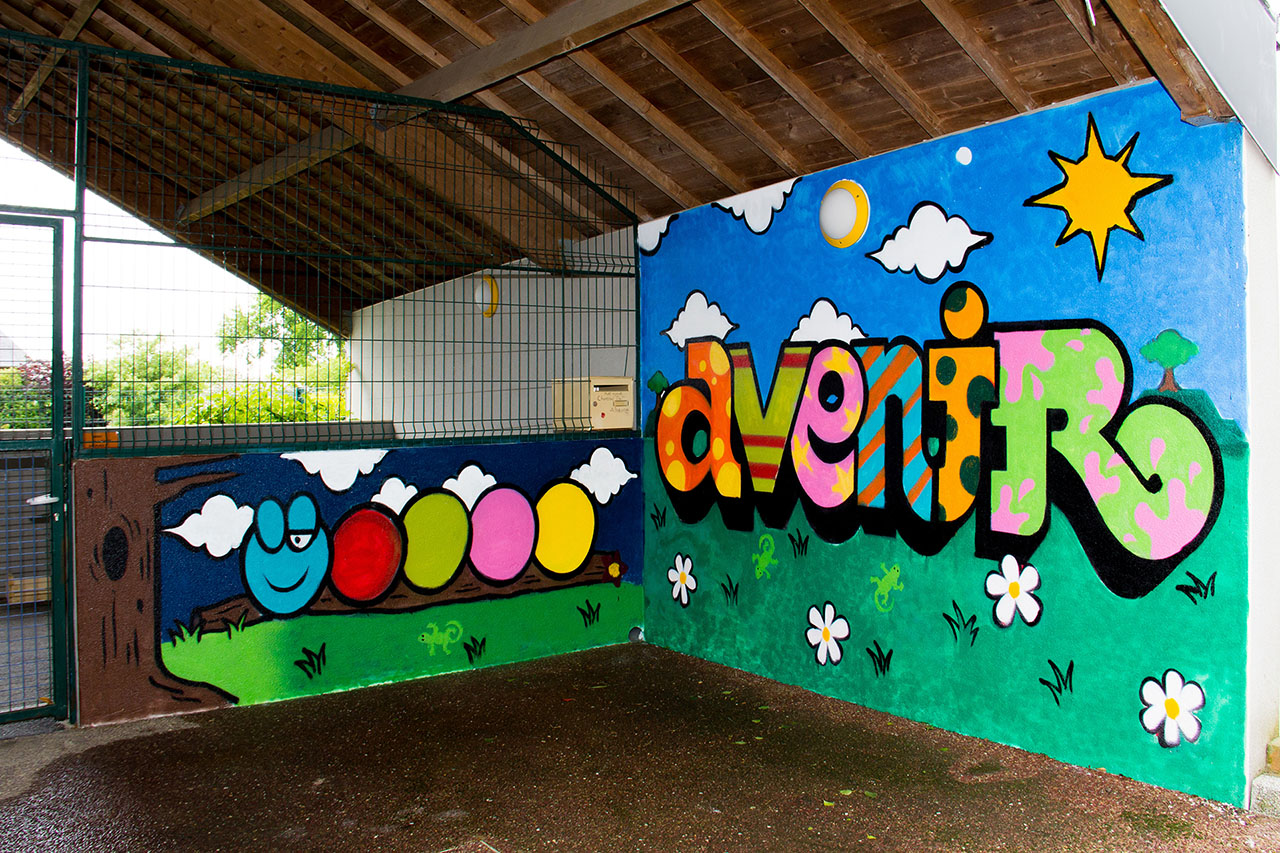
Entrée de la crèche Chamboul'tout à Laillé décorée par le centre de loisirs Méli-Mélo.

Depuis le 16 août 2005, Laillé permet la garde d'enfants au sein de la crèche Chamboul'tout. Initialement montée en crèche parentale, Chamboul'tout est transformée en association loi 1901 (donc sans obligation pour les parents de réaliser des permanences) en septembre 2012. Sa capacité d'accueil en crèche proprement-dite ou en halte-garderie est de 20 enfants de 2 mois et demi à 5 ans.

#### Centre de loisirs
Méli-Mélo est un centre de loisirs qui accueille les enfants de 3 à 12 ans les mercredis après-midi et une partie des vacances scolaires. Les enfants de 3 à 9 ans sont accueillis dans le bâtiment Méli-Mélo, accolé à l’école maternelle publique, tandis que les enfants de 10 à 12 ans sont accueillis au centre socio-culturel Point 21 dans le cadre du dispositif La Passerelle. La Passerelle propose des activités adaptées aux pré-adolescents afin de permettre une transition en douceur de l’enfance à l’adolescence.

#### Centre socio-culturel

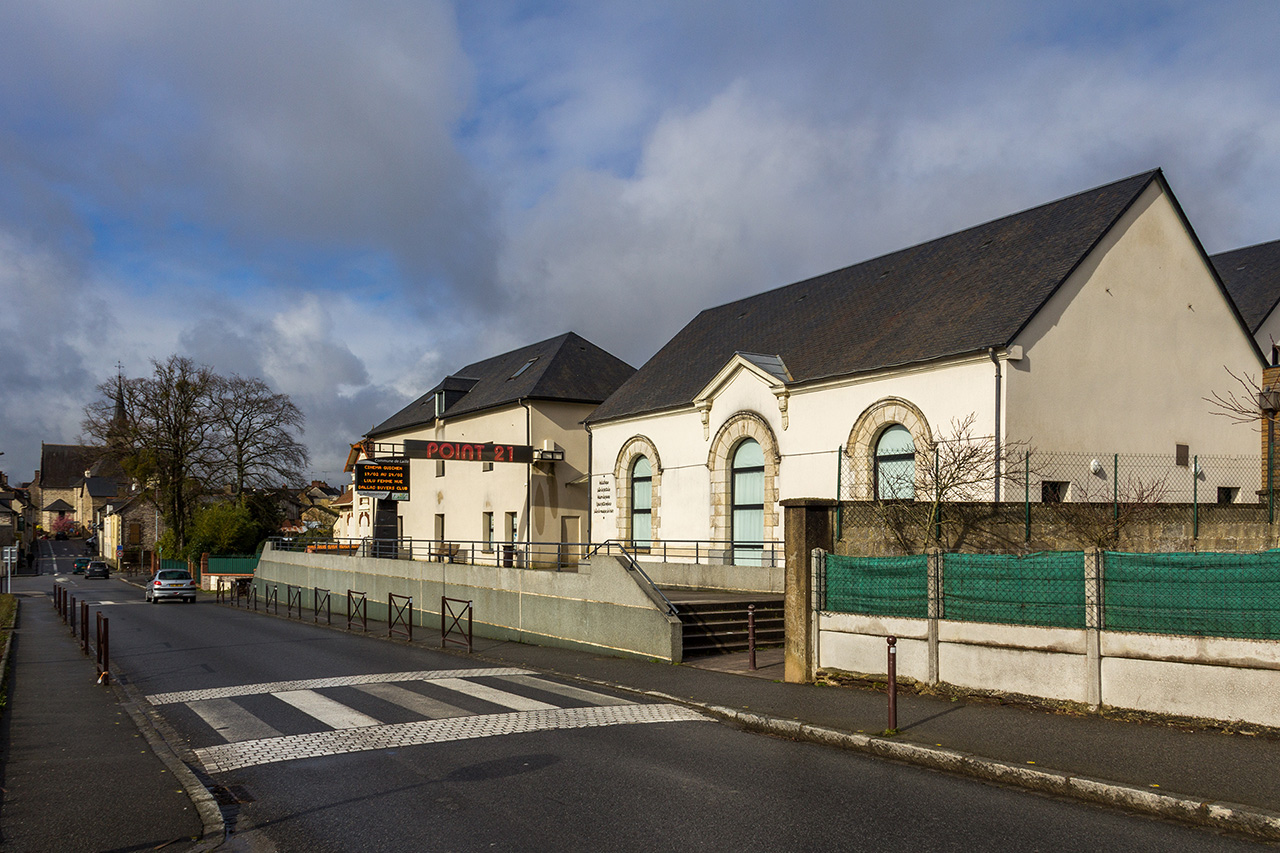
Le Point 21 : Centre socio-culturel multigénérationnel.

Le Point 21 est un centre socio-culturel multigénérationnel qui accueille des activités de type loisir, culture, forums ou réunions publiques. Le complexe comporte une salle possédant une scène (salle Scène), trois salles de musique (Édith Piaf, Peter Gabriel et Décibels), deux salles de travaux manuels (Camille Claudel et L’Atelier des Artistes), un atelier bois et quatre autres salles (Ikebana, Of Course, François Truffaut et Robert Doisneau).

Les spectacles proposés sont variés : théâtre, spectacles pour enfants, concerts, soirées cabaret, expositions, bals, conférences.

La médiathèque l'Intermed' propose l'emprunt de livres, de DVD et un accès à Internet. Elle renouvelle ses ouvrages à raison de 20 à 25 par mois. Il est possible d'emprunter des ouvrages ou de les lire sur place. Un espace petite enfance (de 0 à 3 ans) est aménagé afin de proposer des ouvrages appropriés ainsi que des animations d’éveil musical.
Le Point 21 est animé par plusieurs associations :
- L'association Animation Point du Jour (APJ) gère les salles, organise le Forum des Associations, propose des animations culturelles, soutient des projets associatifs à vocation culturelle.
- L’association Bibliothèque Pour Tous gère la médiathèque.
- L'association Le Comité des Fêtes organise les animations festives de la commune.
- La commune organise l'accueil les pré-adolescents les mercredis après-midi et une partie des vacances scolaires.

#### Résidence seniors
Depuis février 2012, la résidence services seniors L’Arbre d’Or accueille les personnes âgées dans un complexe comprenant 124 appartements, restaurant, animations, espaces de mise en forme, piscine et autres.

#### Incroyables comestibles

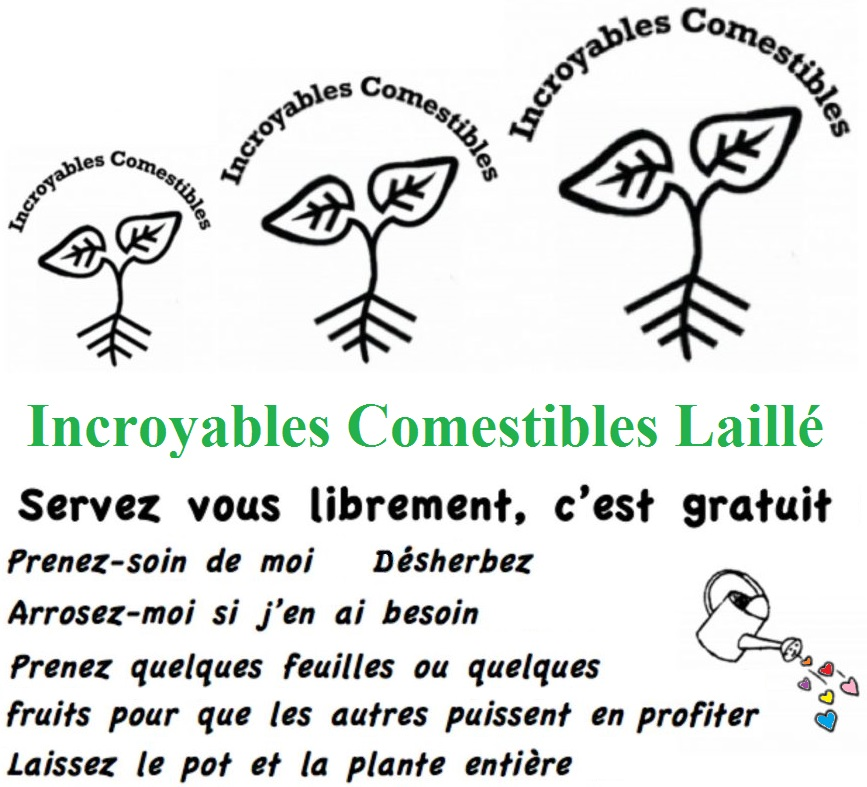
Affiche Incroyables Comestibles Laillé.

Cultivé et entretenu par les Lailléens volontaires (tout le monde peut participer), au profit de tous les Lailléens, le jardin situé 3 rue de l'hôtel de ville s'inscrit dans la démarche mondiale des Incroyables Comestibles (Incredible Edible en anglais), à la devise : Si chacun fait un geste, on change la ville ; si on s'y met tous, on change le monde !
Par la mise à disposition de tous, de nourriture gratuite à picorer, son fonctionnement repose sur le bénévolat, la bienveillance et le partage.
Situé à côté de l'aire de jeu rue du Château Noble, il permet d'apprendre aux enfants à jardiner en se reconnectant avec la Terre nourricière, et leur faire découvrir l'origine des fruits et légumes.
Les habitants mettent en culture, arrosent, entretiennent de façon écologique, et ce qui est produit est mis gratuitement à disposition de tout le monde.

### Sports

#### Équipements

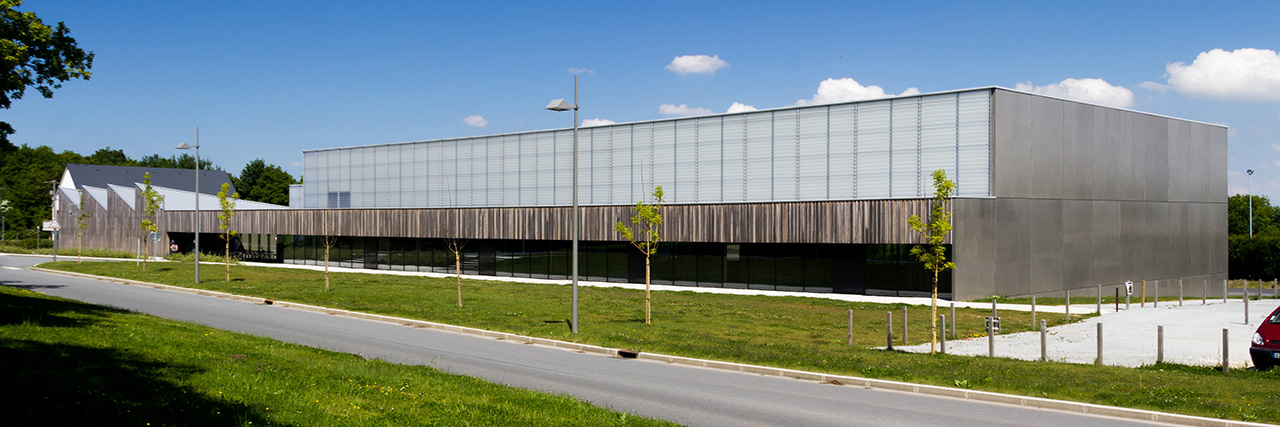
L'Archipel : complexe sportif et festif de 3660 m2.

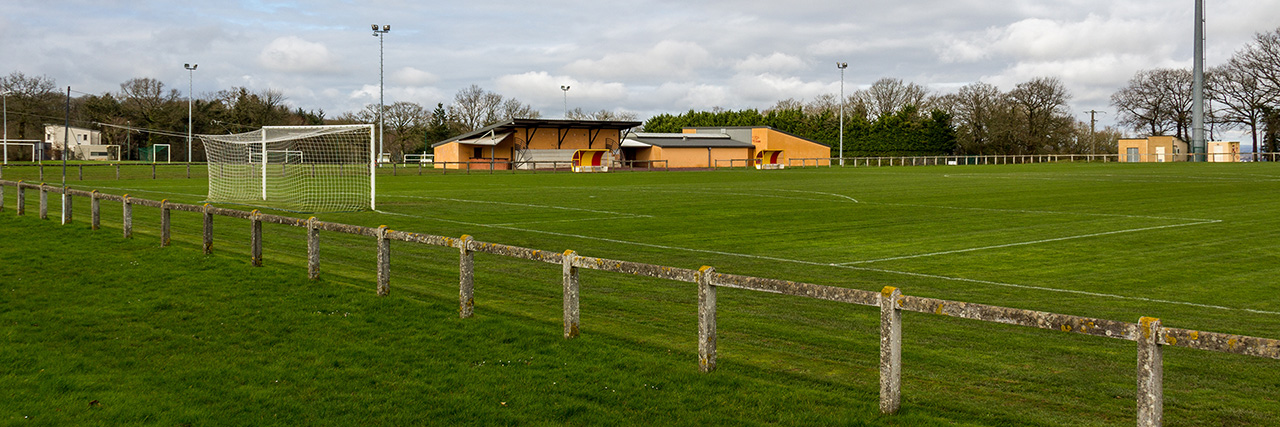
Stade municipal de Laillé.

Laillé possède un complexe sportif et festif (L'Archipel), un stade municipal, une salle et un court extérieur de tennis, une salle omnisports et un skate park. Ces espaces sont regroupés au nord de la commune.
Le dernier bâtiment construit se nomme L'Archipel. C'est un complexe sportif et festif de 3 660 m2 conçu dans une démarche environnementale : il possède une double isolation, un éclairage naturel optimal et des détecteurs de présence assurent l'allumage et l'extinction de l'éclairage artificiel. De plus, le bâtiment est équipé d'une surface de 10 m2 de panneaux solaires pour la production d’eau chaude, d'une surface de 220 m2 de panneaux photovoltaïques amorphes (10,88 kW de puissance d’installation) et d'une cuve de récupération d’eau de pluie de 30 m3.
Le complexe comporte une salle multisports (L’Arena, 1 300 m2), une salle de danse (La Mezzanine, 270 m2), une salle des fêtes (Claude Nougaro, 350 m2) divisible en deux ainsi qu'un boulodrome (Henri Salvador, 480 m2) et une surface extérieure dédiés à la pétanque. Un parking de 131 places est à proximité immédiate du complexe.
La salle multisports est dotée de neuf terrains de badminton. Elle peut accueillir des compétitions au niveau régional et des week-ends de formation pour les clubs du département.
Pour la construction du complexe, Laillé a reçu une subvention CNDS (Comité National Du Sport) de 270 000 € du ministère des Sports via la fédération française de badminton.
Le bâtiment a été livré en mars 2012, inauguré le 22 septembre 2012 et a reçu le Prix Architecture Bretagne 2013, dans la catégorie « Apprendre / Se divertir », le 16 novembre 2013.
Le stade municipal se décompose en deux espaces. L'un, ouvert aux Lailléens, est composé d'un mini terrain en herbe et d'un terrain stabilisé. L'autre est composé d'un terrain d’honneur synthétique réservé à l'USL Football, aux écoles et aux activités de l’Animation Enfance Jeunesse et d'un terrain d’entraînement en herbe réservé à l’USL Football.
La salle de tennis est réservée aux adhérents de l'USL Tennis. Par contre, le court de tennis extérieur est ouvert aux Lailléens à condition de ne pas excéder une heure de jeu afin de permettre au plus grand nombre de jouer.
La salle omnisports possède, en fait, deux salles : La salle omnisports proprement dite (Salle des sports) et une salle de danse (Carolyn Carlson).
Le skate park est ouvert au skateboard mais aussi au roller et BMX. Il est équipé d’un quater et de plans inclinés.

#### Activités sportives
L'Union Sportive de Laillé (USL) fut créée en 1942 avec la section Football.
L'USL compte aujourd'hui plusieurs sections :
- section Badminton[52] ;
- section Basket ;
- section Courir à Laillé ;
- section Football[53] ;
- section Pétanque[54] ;
- section Roller-Hockey[55] ;
- section Tennis[56] ;
- section Tennis de table ;
- section Volley-ball.

Laillé compte aussi des associations sportives extérieures à l'USL :
- Tir à l'arc (lieu de pratique : Salle des Boulais) ;
- Vélo Club Laillé Vallons de Vilaine.

## Culture locale et patrimoine

### Lieux et monuments

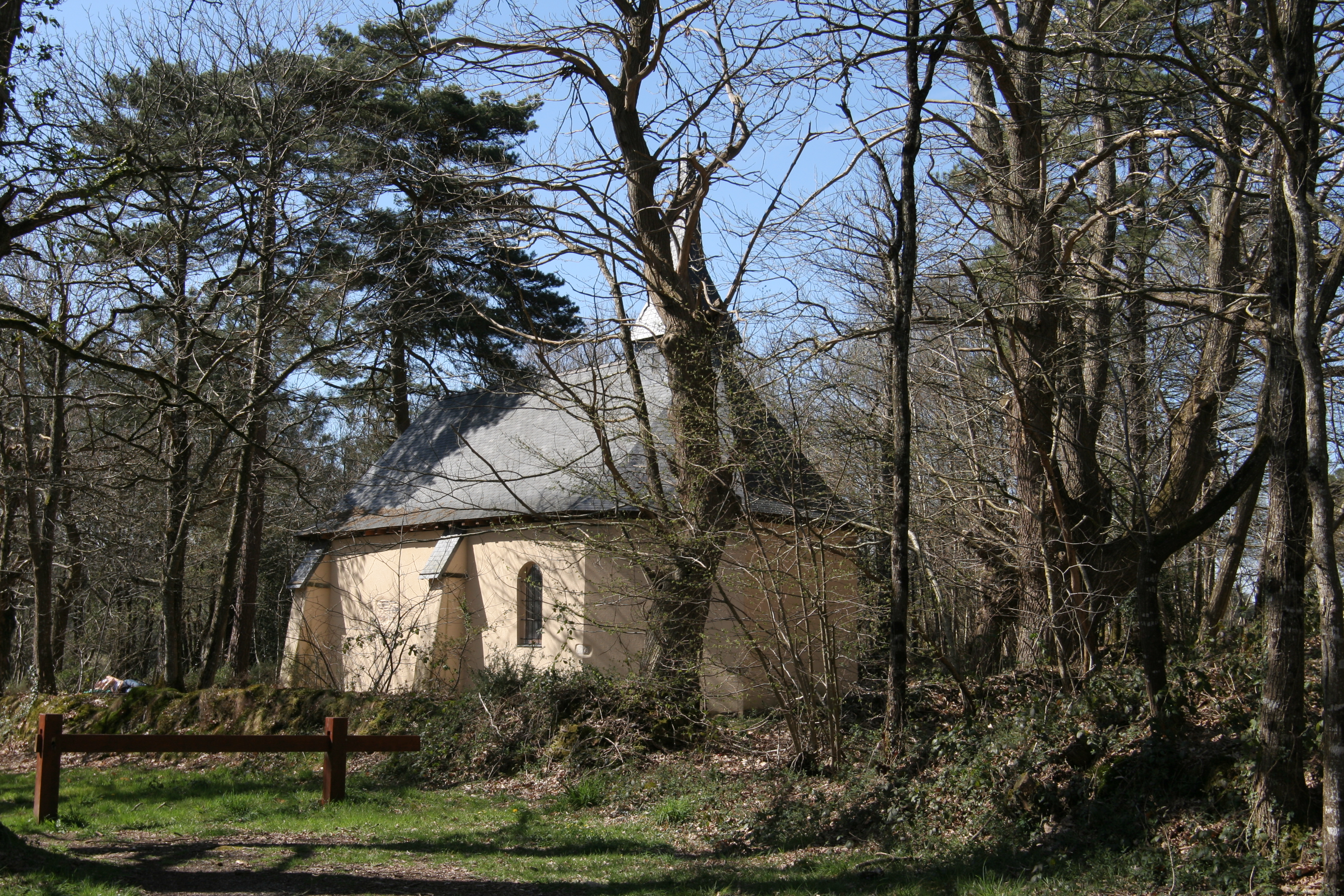
Chapelle Notre-Dame-du-Désert.

Il n’y a pas de monument historique à Laillé. On trouve cependant plusieurs édifices présentant un intérêt patrimonial.
- La chapelle Saint-Pierre[57],[58] qui fait office d’église paroissiale.
- La chapelle frairienne Notre-Dame-du-Désert[59],[60] citée dès 1681 par le seigneur de Laillé. Elle est détruite en partie sous la Révolution et reconstruite en 1833 à la demande de l’abbé Bazouge et des de la Bourdonnaye. Elle est détruite par le feu en 2006 et reconstruite peu après. Elle est située au sud-est du bourg, à l'intersection de la route de Mandon et de la route de la Roche.
- Le château du Bout de Lande[61], construit à la fin du XIXe siècle.
- Le château de Laillé[62] a été construit en 1779 par Philippe Binet et détruit depuis 1913.
- Quatre manoirs du XVIIe siècle inventoriés, situés à la Calliorne[63], la Douettée[64], Merol[65], et la Saudrais[66].
- La Roche-qui-Chôme, menhir renversé en 1867 ou 1870 lors de la recherche d'un trésor[30].

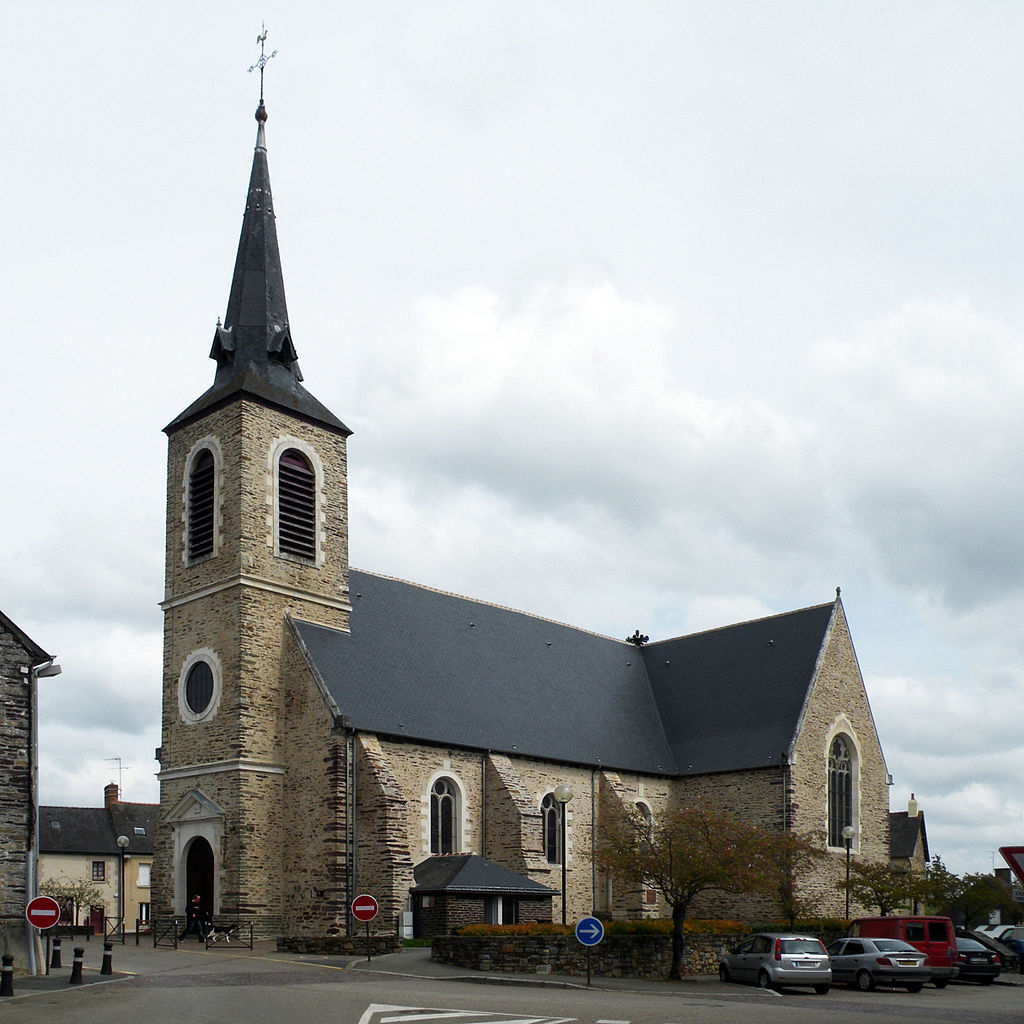
Église Saint-Pierre.
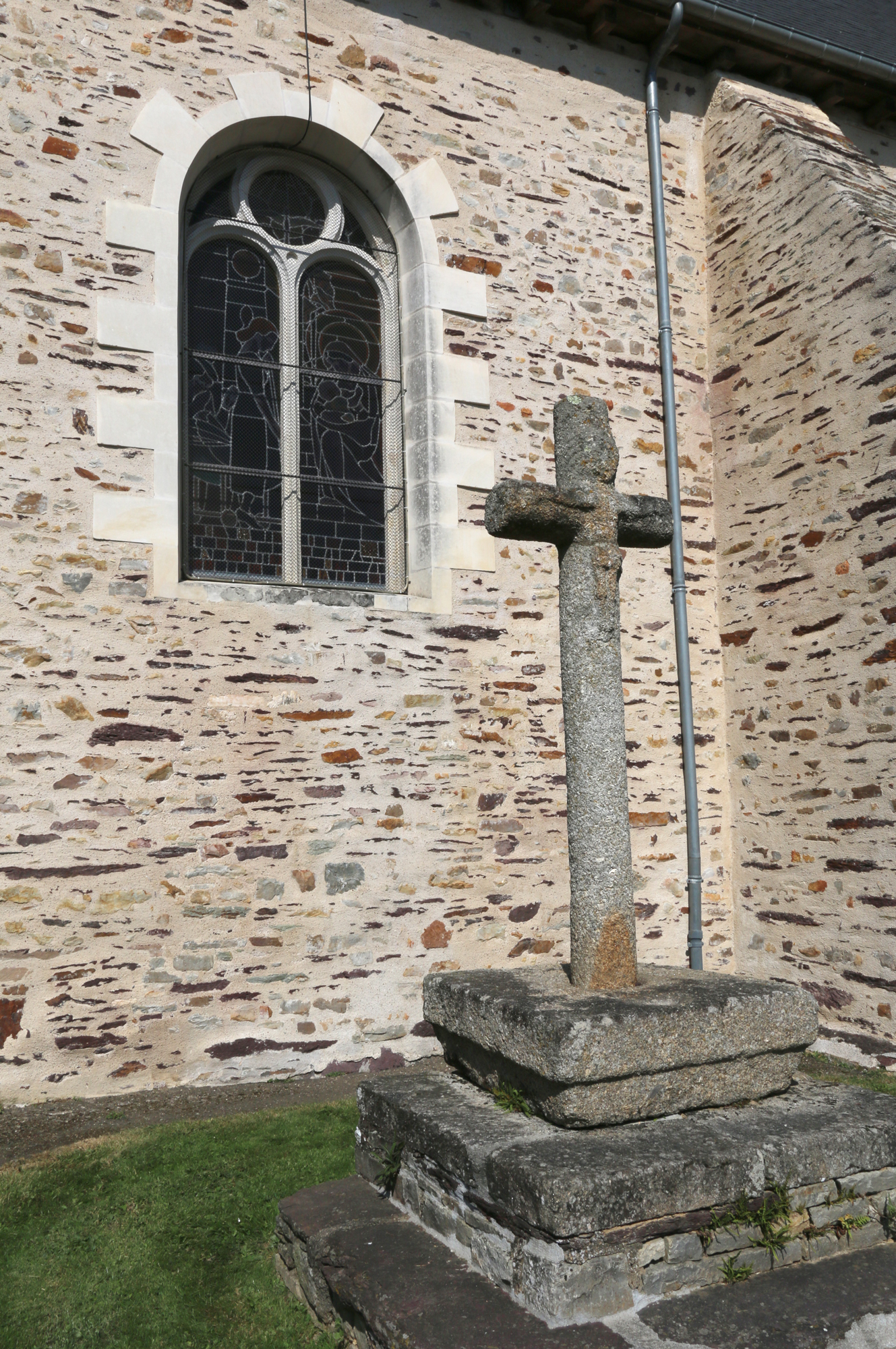
La croix de l'église Saint-Pierre.
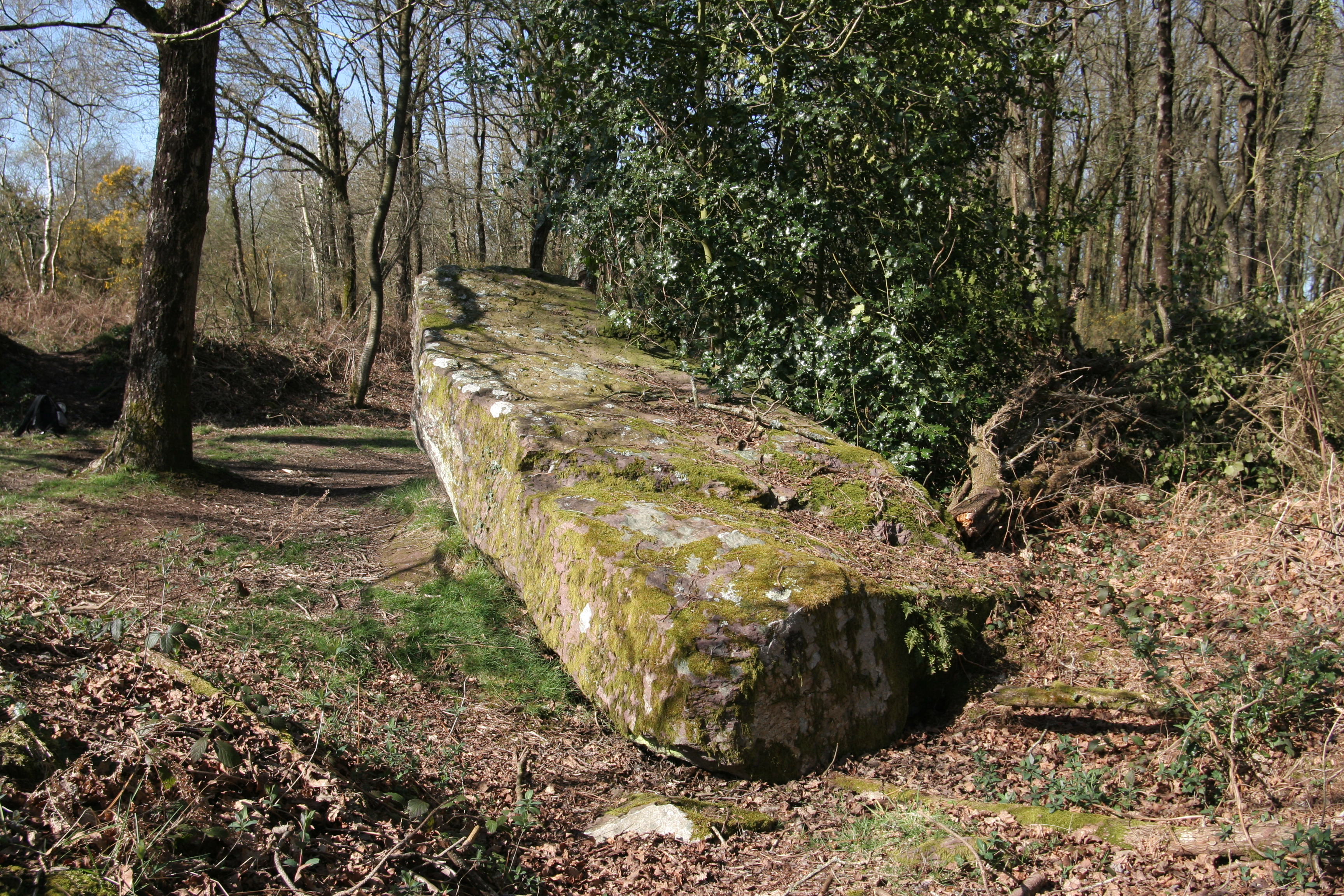
La Roche-qui-Chôme.

### Patrimoine naturel
On trouve trois zones naturelles d'intérêt écologique, faunistique et floristique (ZNIEFF) sur le territoire de la commune :
- « Bois de Pouez et Ferchaud », sur 356 ha[67] et « Bois de Ferchaud » sur 36 ha au sud-est de la commune[68],
- « Landes de la Connelais », sur 14 ha au sud-ouest[69].

Enfin, le site du Boël se situe le long de la Vilaine, à proximité de Laillé.
A Laillé, le boisement avec du Cèdre de l’Atlas « a été une réussite »

### Patrimoine culturel

Logo de Radio Celtic Lands.

Née à Laillé en mars 2012, la webradio Radio Celtic Lands (RCL) diffuse (sur internet uniquement) des programmes liés à la culture celtique.
Initialement nommée Océane Radio Celte, la webradio change de nom en septembre 2012 pour éviter les confusions avec d'autres radios. En février 2013, Radio Celtic Lands se monte en association loi de 1901.

### Personnalités liées à la commune
- Claude de Marbeuf (1625-1698), seigneur de Laillé, chevalier de Malte.
- Andrée Récipon (1885-1956), résistante.
- Léon-Paul Ménard (4 février 1946, Châteaugiron - 11 octobre 1993, Laillé) est un ancien coureur cycliste professionnel. Il a participé au Tour de France 1972.

### Héraldique, devise et logotype

#### Héraldique
| Blason de la ville de Laillé | Le blason de Laillé se blasonne ainsi : « D’azur aux deux épées versées d’argent garnies d’or, passées en sautoir, au chef échiqueté de gueules et d’argent de deux tires. » |

« D’azur à deux épées d’argent garnies d’or et passées en sautoir, les pointes en bas » sont les armes de la famille de Marbeuf, seigneur de Laillé.

#### Logotype
| Logotype de la ville de Laillé | Logotype de la ville de Laillé. |

## Galerie photos

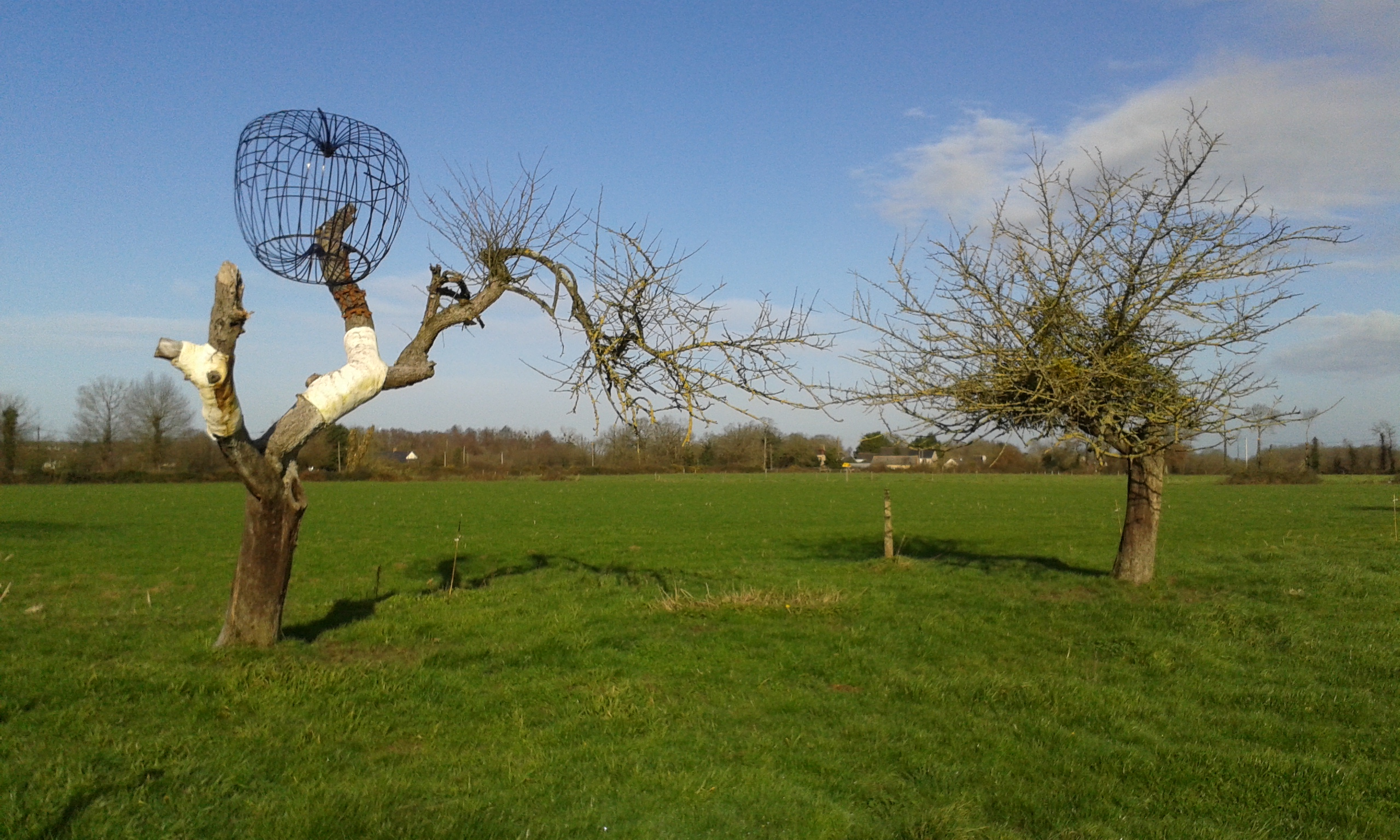
Pomme ornementale dans un pommier blessé